# Phlorofucofuroeckol A
Phlorofucofuroeckol A (ou PFFA)  é um florotanino isolado de algas marrons, ou feofíceas, da espécie Eisenia bicyclis (uma alga comestível chamada arame no Japão).
As algas marrons, ou feoficeas, consistem em muitos apêndices folhosos, galhos e pneumatocistos cheios de gás que são em sua maioria preenchidos com  oxigênio e ajudam as algas marinhas a flutuar. Essas algas são alimentadas por nitrogênio e fósforo. Os florotaninos são comumente isolados de algas marinhas, particularmente  algas marrons, através do isolamento convencional de solvente orgânico seguido por técnicas cromatográficas para purificar os compostos. 

## Estrutura química
São formados via acoplamento oxidativo C – C e/ou C – O – C de várias unidades monoméricas de floroglucinol(1,3,5-tri-hidroxibenzeno), que por sua vez é conhecido por ser biossintetizado através do via acetato-malonato.
Abaixo segue o mecanismo de formação do PFFA (imagem 1) e também os demais compostos derivados do mesmo monômero (imagem 2).
|  | Imagem 1: mecanismo de formação do monômero que dá origem à família de florotaninos da imagem 2. Imagem 2: Alguns exemplos de florotaninos: (1) Phloroglucinol (1,3,5-trihidroxibenzeno) (2) eckol; (3) fucodiphlorethol G; (4) phlorofucofuroeckol A; (5) 7-phloroeckol; (6) dieckol; (7) 6,6′-bieckol; (8) triphlorethol-A; and (9) 2,7′-phloroglucinol-6,6′-bieckol |
|  | --- |

## Atividade biológica
As algas possuem vários mecanismos para prevenir a agregação e colonização de organismos indesejados, como micróbios patogênicos. Diterpenóides, compostos voláteis, fucoidanos, Florotaninos, fucoxantinas e outros produtos químicos encontrados em algas têm atividade antimicrobiana contra bactérias, fungos e vírus. Algas marrons, como Fucus , Bifurcaria , Cystoseira e Sargassum , contêm polifenóis que possuem propriedades antibacterianas.  as propriedades antibiofilme podem ser atribuídas à sua característica de serem compostos polifenólicos. A ação anti-biofilme dos florotaninos também se deve às suas propriedades antiadesivas e à supressão do quorum sensing.
Como compostos fenólicos, a propriedade biológica mais característica dos florotaninos é a sua atividade antioxidante, que tem sido extensivamente explorada e é abrangida por um grande número de estudos na literatura.
Devido às estruturas únicas, os florotaninos apresentam uma variedade de atividades biológicas, como efeitos antibacterianos, antioxidantes, anti-inflamatórios, antiproliferativos, antitumorais, antidiabéticos, radioprotetores, antiadipogênicos e antialérgicos.

## Procedimento de extração
Florotaninos são comumente isolados de algas marinhas, particularmente algas marrons, por meio de isolamento convencional de solvente orgânico seguido de técnicas cromatográficas para purificar os compostos. Além disso, a espectroscopia de ressonância magnética nuclear é amplamente utilizada para caracterizar a estrutura dos compostos. O dióxido de carbono supercrítico também tem sido usado às vezes para extrair os florotaninos.
HPLC-HRMS (espectrômetro de massa de alta resolução) é o método mais comumente usado para caracterizar florotaninos. O ensaio de Folin-Ciocalteu é uma técnica comumente usada para quantificar o conteúdo de florotanino em uma determinada espécie.

## Propriedades terapêuticas
Uma das principais peculiaridades destes compostos é que além de suas propriedades antitumorais diretas (como efeitos pró-apoptóticos, antiproliferativos, antimetastáticos ou antiangiogênicos), eles também podem atuar indiretamente contra o desenvolvimento tumoral devido à sua capacidade de inibir inflamação e estresse oxidativo, que são bem conhecidos por desempenharem um papel fundamental na fisiopatologia do câncer e de várias outras doenças.
O phlorofucofuroeckol A, bem como os demais representantes de florotaninos, representam um ponto de partida viável para o desenvolvimento de novos medicamentos antimicrobianos para o tratamento e prevenção de doenças infecciosas. As técnicas analíticas modernas abrem uma série de possibilidades para extrair e investigar a diversidade estrutural destes compostos intrigantes, levando, esperançosamente, ao reaproveitamento final dos seus componentes mais ativos como novos produtos farmacêuticos ou protótipos para o desenvolvimento de novos medicamentos antibacterianos.

## References
1. ↑  Eom, Sung-Hwan; Lee, Sang-Hoon; Yoon, Na-Young; Jung, Won-Kyo; Jeon, You-Jin; Kim, Se-Kwon; Lee, Myung-Suk; Kim, Young-Mog (2012). «Α-Glucosidase- and α-amylase-inhibitory activities of phlorotannins from Eisenia bicyclis». Journal of the Science of Food and Agriculture. 92 (10): 2084–90. PMID 22271637. doi:10.1002/jsfa.5585
2. 1 2  «Brown Algae Phlorotannins: A Marine Alternative to Break the Oxidative Stress, Inflammation and Cancer Network». 25 de junho de 2021
3. 1 2 3  «Algal Phlorotannins as Novel Antibacterial Agents with Reference to the Antioxidant Modulation: Current Advances and Future Directions». 18 de junho de 2022
4. 1 2  «Phlorotannins». Phlorotannins. 30 de novembro de 2018